# Bernd Färber
Bernd Färber (* 28. März 1978 in Augsburg) ist ein deutscher Schauspieler.

## Leben
Färber absolvierte ein Schauspielstudium von 1998 bis 2002 an der Universität Mozarteum in Salzburg, unter anderem bei Uwe Berend, Urs Troller, Regine Lutz, Hansjörg Utzerath, Sabine Andreas, Anne Bogart und Gerd Wameling. Danach folgten Engagements am Rheinischen Landestheater Neuss, Schauspiel Bonn, Schmidt Theater Hamburg, an der Neuen Bühne Senftenberg und ab 2014 am Volkstheater Rostock.

## Filmografie
- 2003: Schwabenkinder
- 2008: Pension Schmidt (Fernsehserie, 2 Folgen)

## Rollenauswahl
- Hassenreuter in „Die Ratten“ von Gerhart Hauptmann    Regie: Max Lindemann
- Jonathan Brewster in „Arsen u. Spitzenhäubchen“ von J. Kesselring   Regie: Henriette Hörnigk
- Yvan in „Kunst“ von Yasmina Reza.   Regie: Silke Johanna Fischer
- Malvolio in „Was ihr wollt“ von W. Shakespeare.  Regie: Wojtek Klemm
- Buffy in „Die Blume von Hawaii“ von Paul Abraham. Regie: Peter Lund
- Artus in „Merlin oder das wüste Land“ von Dorst/Ehlert. Regie: Daniel Pfluger
- Domingo in „Don Karlos“ von Friedrich Schiller. Regie: Johanna Wehner
- Lenglumé in „Die Affäre Rue de Lourcine“ von E.Labiche. Regie: Elina Finkel
- Alfredo in „Das Wunder von Mailand“ von C.Zavattini. Regie: Konstanze Lauterbach
- Mann in „Offene Zweierbeziehung“ von Dario Fo. Regie: Silke Johanna Fischer
- Attaché in „Herr Puntila und sein Knecht Matti“ von B.Brecht. Regie: Elina Finkel
- Conferencier in „Cabaret“ von Kander/Ebb. Regie: Daniel Pfluger
- R.Tramplemain in „Der nackte Wahnsinn“v.M.Frayn. Regie: Andreas Merz-Raykov
- Richard in „Richard III“ von W.Shakespeare. Regie: Angelika Zacek
- Peer Gynt in „Peer Gynt“ von H.Ibsen. Regie: Konstanze Lauterbach
- Gerdt Minde in „Grete Minde“ von Theodor Fontane. Regie: Kay Wuschek
- Max in „Das Konzept Romantischer Liebe“ von Oliver Bukowski. Regie: Kai Festersen
- Willi Wegener in „Die Drei von der Tankstelle“ von Frank/Schulz. Regie: Thomas Goritzki
- Herr Rieber in „Schiff der Träume“ nach F. Fellini. Regie: Konstanze Lauterbach
- Wurm in „Kabale und Liebe“ von Fr. Schiller. Regie: Kay Wuschek
- Purl in „Einige Nachrichten an das All“ von Wolfram Lotz. Regie: Christoph Bornmüller
- Bèchut/Baucantin in „Das Sparschwein“ von E. Labiche. Regie: Johanna Schall
- Hettore Gonzaga in „Emilia Galotti“ von G. E. Lessing. Regie: Kay Wuschek
- Vater in „Shockheaded Peter“ von Crouch/McDermott. Regie: Volker Metzler
- Büchner in „Spur der Steine“ nach Neutsch. Regie: Albert Lang
- Johan in „Szenen einer Ehe“ von Ingmar Bergman. Regie: Amina Gusner
- Jürgen in „Ingrid Babendererde“ von Teschke/Johnson. Regie: Sewan Latchinian
- Fernando in „Stella“ von Goethe. Regie: Amina Gusner
- Harpagon in „Der Geizige“ von Molière. Regie: Sewan Latchinian
- Alfred P.Dolittle in „My Fair Lady“ von Lerner/Loewe. Regie: Johannes Zametzer
- Soldat/Vater in „Ein Kind unserer Zeit“ von Horváth. Regie: Nicole Oder
- Teufel in „Jedermann“ von Hofmannsthal/Wekwerth. Regie: Sewan Latchinian
- Junger Mann in „Bash – Stücke der letzten Tage“ von LaBute. Regie: Beatrix Schwarzbach
- Lysander in „Ein Sommernachtstraum“ von Shakespeare. Regie: Sewan Latchinian
- Tusenbach in „Die drei Schwestern“ von Tschechow. Regie: Sewan Latchinian
- Licht in „Der zerbrochne Krug“ von Kleist. Regie: Peter Schroth
- Saladin in  „Nathan der Weise“ von Lessing. Regie: Sewan Latchinian
- Roderigo in „Othello“ von Shakespeare. Regie: Goetz Loepelmann
- George Pigden in „Außer Kontrolle“ von Cooney. Regie: Thomas Matschoss
- Conférencier in „Stau“ von Troller. Regie: Urs Troller
- Billy in „Hirsche und Hennen“ von Willy Russell. Regie: Gerd Wameling
- Piccolo in „Im Weißen Rössl“ von Benatzky. Regie: Josef Ernst Köpplinger

## Auszeichnungen
- 2001: Max-Reinhard-Solopreis beim Treffen deutschsprachiger Schauspielstudenten in Bern
- 2003: Foerderpreis der Freunde und Förderer des RLT Neuss
- 2005/06: Nennungen als bester Nachwuchsschauspieler in NRW durch die Zeitschrift „Theater pur“
- 2010: Theaterpreis des Fördervereins der Neuen Bühne Senftenberg